# Julieta Grajales
Julieta Grajales (ur. 24 kwietnia 1986 w Chiapas) – meksykańska aktorka. Znana m.in. z roli Mariny Olmos w telenoweli La Bandida.
Julieta Grajales opuściła szkołę biznesu, aby zostać aktorką. Rozpoczęła naukę w małym teatrze na ulicach Barcelony. Po powrocie do Meksyku zaczęła występować w serialach i telenowelach m.in. dla TV Azteca, Telemundo i MTV.

## Filmografia
- 2022 Lotería del crimen jako Victoria Vargas
- 2019 La Taxista jako Susana „Susy” Pizarro
- 2019 La Bandida jako Marina Olmos
- 2017 Maldita Tentación jako Violeta
- 2016-2017 El Chema jako Regina Campo
- 2013 Niñas Mal jako Bibi
- 2014 Niewinna intryga jako Catalina Echeverría
- 2012 Rosa Diamante jako Maria Corina Villalta
- 2010 Vidas Robadas jako Nora